# Dark Dog
Dark Dog est une boisson énergisante autrichienne, contenant de la caféine naturelle de guarana.
Cette boisson est distribuée dans plus de 25 pays et est à 12 % des parts du marché français des boissons énergisantes (mars 2009).
La société de production Dark Dog Autriche a été constituée en 1995, elle était distribuée en France par Karlsbräu jusqu'en 2009 et depuis par PepsiCo.

## Ingrédients
Cette boisson a une teneur élevée en caféine (32 mg/100 ml), elle est donc à boire avec modération (pas plus de deux canettes par jour). Elle est déconseillée aux enfants et aux femmes enceintes (ce qui est indiqué sur la canette).
De la taurine a été ajoutée aux ingrédients depuis l’été 2009.

## Sponsoring
La marque sponsorise des évènements comme par exemple le Moto Tour.